# Friedrich Schnapp
Pour les articles homonymes, voir Schnapp.
Friedrich Schnapp (Dortmund, 16 septembre 1900 – 26 juillet 1983) est un musicologue et germaniste allemand.

## Biographie
Schnapp étudie le piano (avec Busoni, Egon Petri), le violon, la musicologie, ainsi que la littérature allemande (germanistique). À la demande de Gerda Busoni, la veuve de Ferruccio Busoni, il a établi un catalogue des œuvres du compositeur. En 1930, il se forme à la mise en ondes (Ingénieur du son) et travaille avec Hans Rosbaud. Dès 1939, il est responsable des diffusions en direct des concerts de Wilhelm Furtwängler et pendant toute la Seconde Guerre mondiale il travaille pour la radio Deutschlandsender de Berlin. Furtwängler faisait de lui l'éloge suivant : « la chose la plus belle lors de vos retransmissions, c'est que vous ne faites absolument rien. »
En 1945, il s'installe à Hambourg, où il est responsable des programmes musicaux de la nouvelle radio, Nordwestdeutscher Rundfunk. Il entretient alors une amitié avec le chef d'orchestre de l'orchestre de la WDR, Hans Schmidt-Isserstedt. 
En 1965, il prend sa retraite et se consacre à l'étude de la musique, de la vie (à travers sa correspondance) et de l'œuvre de E. T. A. Hoffmann, il prépare également une édition des œuvres de Mozart, et des compositions du compositeur suédois Franz Berwald, ainsi que les orchestrations des Légendes de Liszt.

## Publications (sélection)
En tant qu'éditeur
- E. T. A. Hoffmanns Briefwechsel. Winkler Verlag, Munich 1969 (avec Hans von Müller).

1. Königsberg–Leipzig. 1794–1814.
2. Berlin 1814–1822.
3. Nachträgliches, Register.

- Schriften zur Musik. Verlag Winkler, Munich 1963
- Nachlese. Dichtungen, Schriften, Aufzeichnungen und Fragmente. Verlag Winkler, Munich, 1993  (ISBN 3-538-05278-6).